# Biserica Sfânta Ecaterina din București
Biserica „Sf. Ecaterina” din București este o biserică din București situată pe Str. Sfânta Ecaterina nr. 7, sector 4. Biserica actuală a fost terminată, conform pisaniei, în 1852. Până în anii 1970, cele patru nișe mari de pe fațadă înfățișau sfinți zugrăviți de Constantin Lecca și Mișu Popp. Pe acest loc sunt atestate biserici încă din sec. XVI, cea mai veche fiind ridicată de Ivașcu Golescu, mare vornic în anii 1574 - 1583. Era pe atunci biserica unui metoc al Mănăstirii „Sfânta Ecaterina” din Muntele Sinai și de aici își trage hramul. La sfârșitul sec. XVIII doamna Ecaterina Ipsilanti a ridicat pe terenul unde se află acum Facultatea de Teologie Ortodoxă, un han dispărut în 1862, și de aici își trage originea credința că biserica ar fi fost ridicată de doamna Ipsilanti. 